# 콘라트 에밀 블로흐
콘라트 에밀 블로흐(독일어: Konrad Emil Bloch, ForMemRS, 1912년 1월 21일 ~ 2000년 10월 15일)는 독일 제국 출신의 미국의 생화학자이다. 1964년에 콜레스테롤과 지방산 대사 조절 메커니즘을 발견한 공로로 페오드르 리넨과 함께 노벨 생리학·의학상을 수상했다.

## 수상 경력
- 1964년 : 노벨 생리학·의학상